# Vendôme
Vendôme là một xã trong tỉnh Loir-et-Cher, thuộc vùng hành chính Centre-Val de Loire miền trung nước Pháp.

## Nhân khẩu học
| 1936  | 1954   | 1962   | 1968   | 1975   | 1982   | 1990   | 1999   |
| ----- | ------ | ------ | ------ | ------ | ------ | ------ | ------ |
| 9 344 | 10 811 | 13 556 | 16 157 | 17 952 | 17 593 | 17 525 | 17 707 |

## Những người con của thành phố
- Nominoe
- Jean-Baptiste-Donatien de Vimeur, comte de Rochambeau, tướng quân đội, thống chế của Pháp

Vendôme
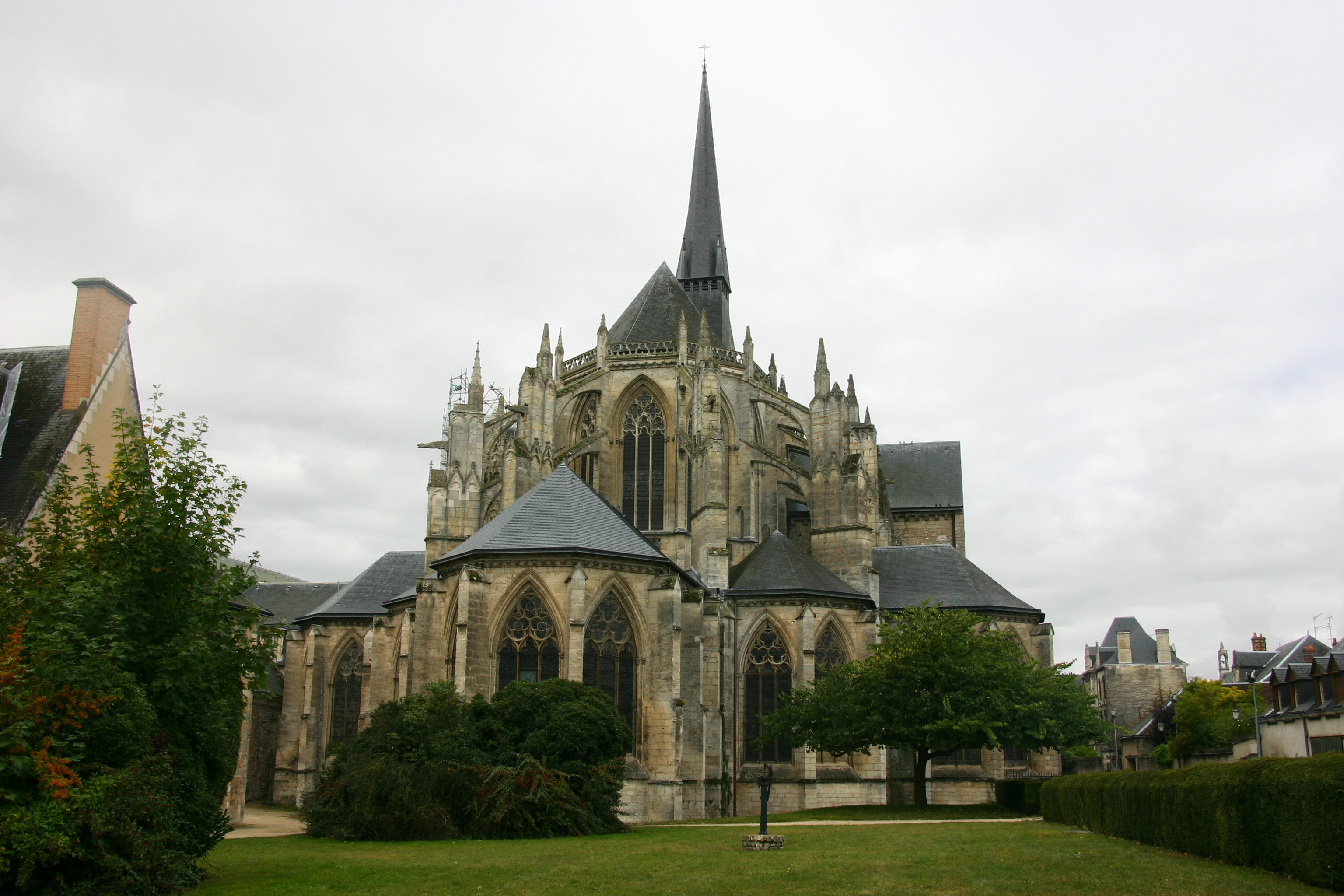
L'Abbaye de la Trinité
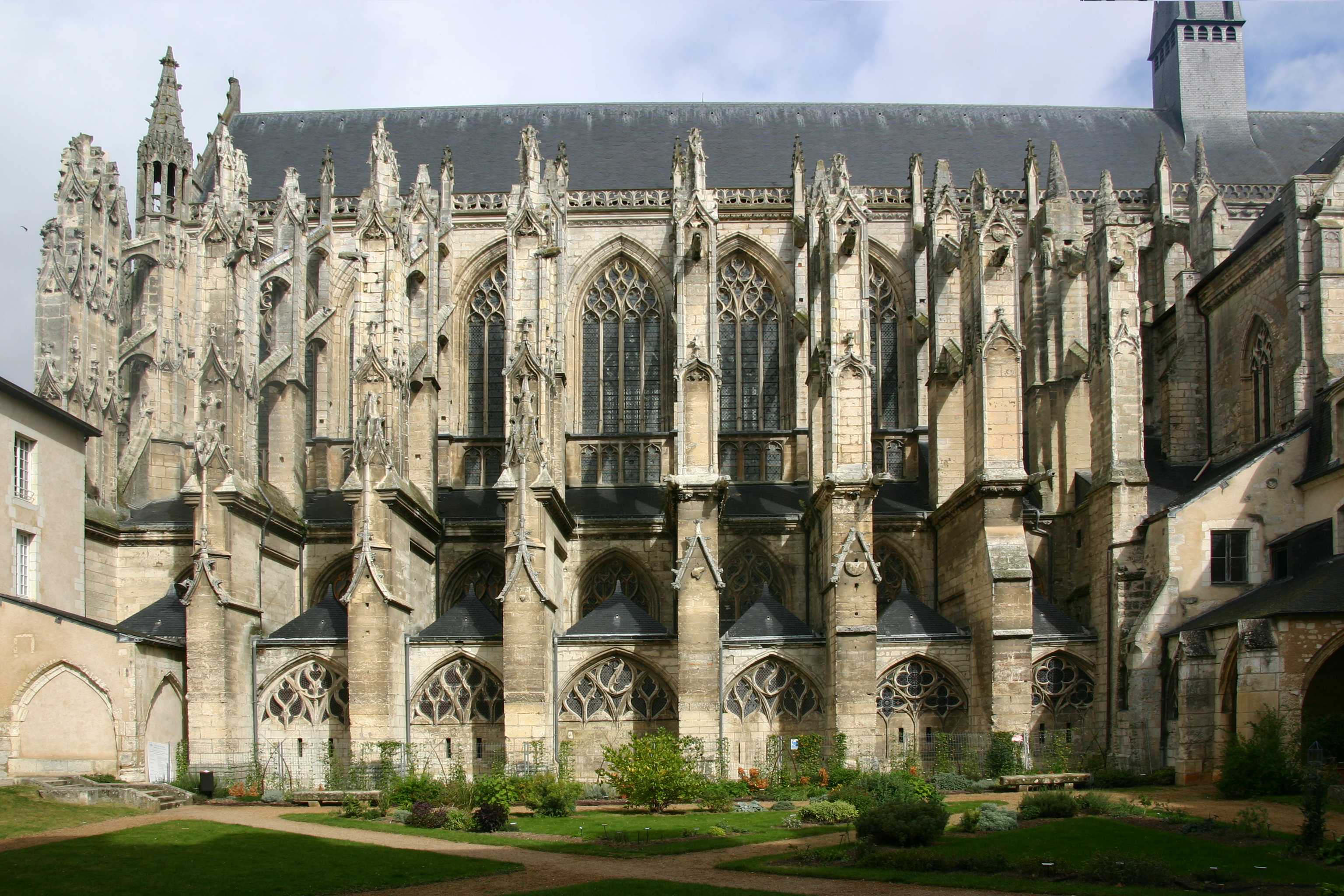
L'Abbaye de la Trinité
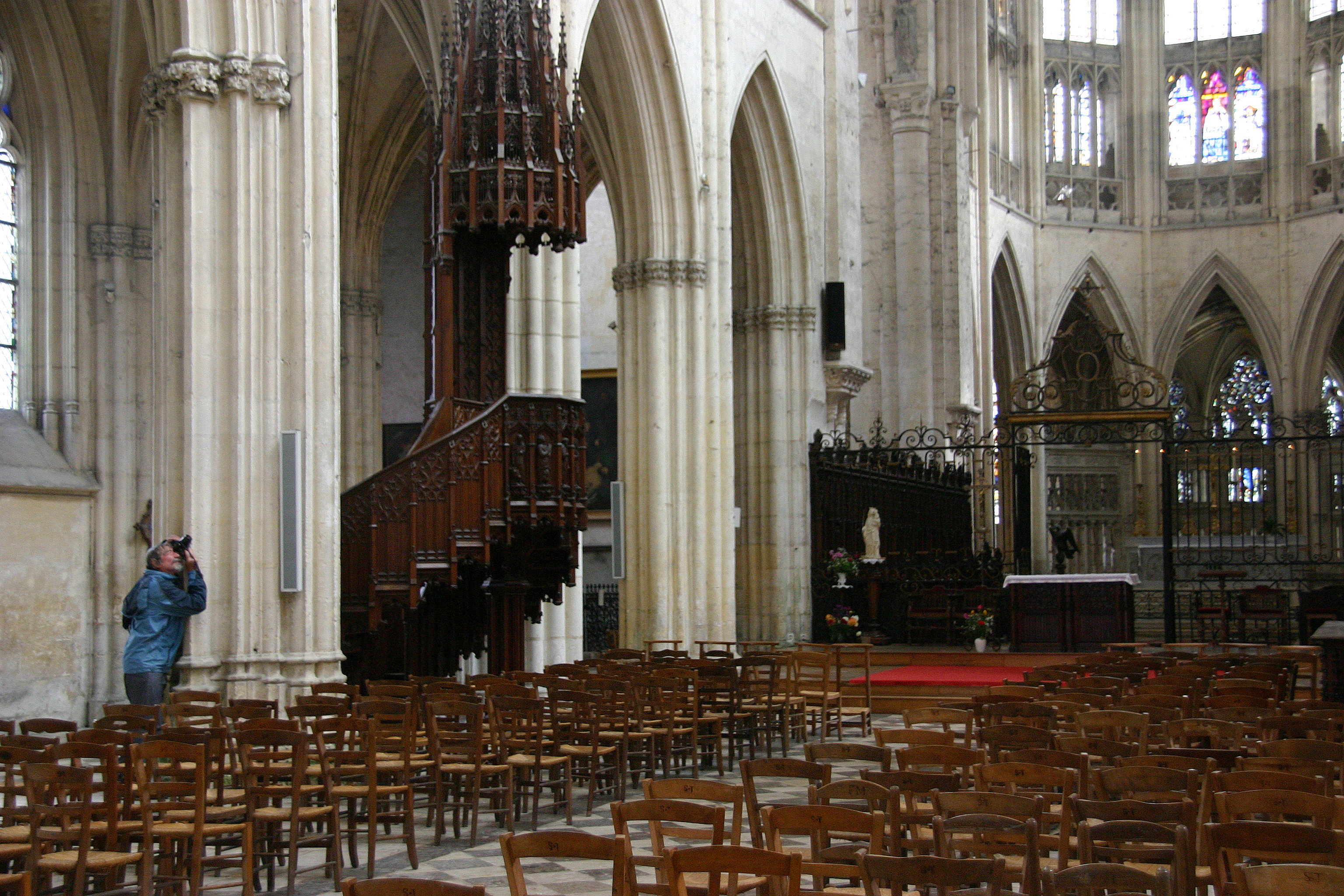
L'Abbaye de la Trinité
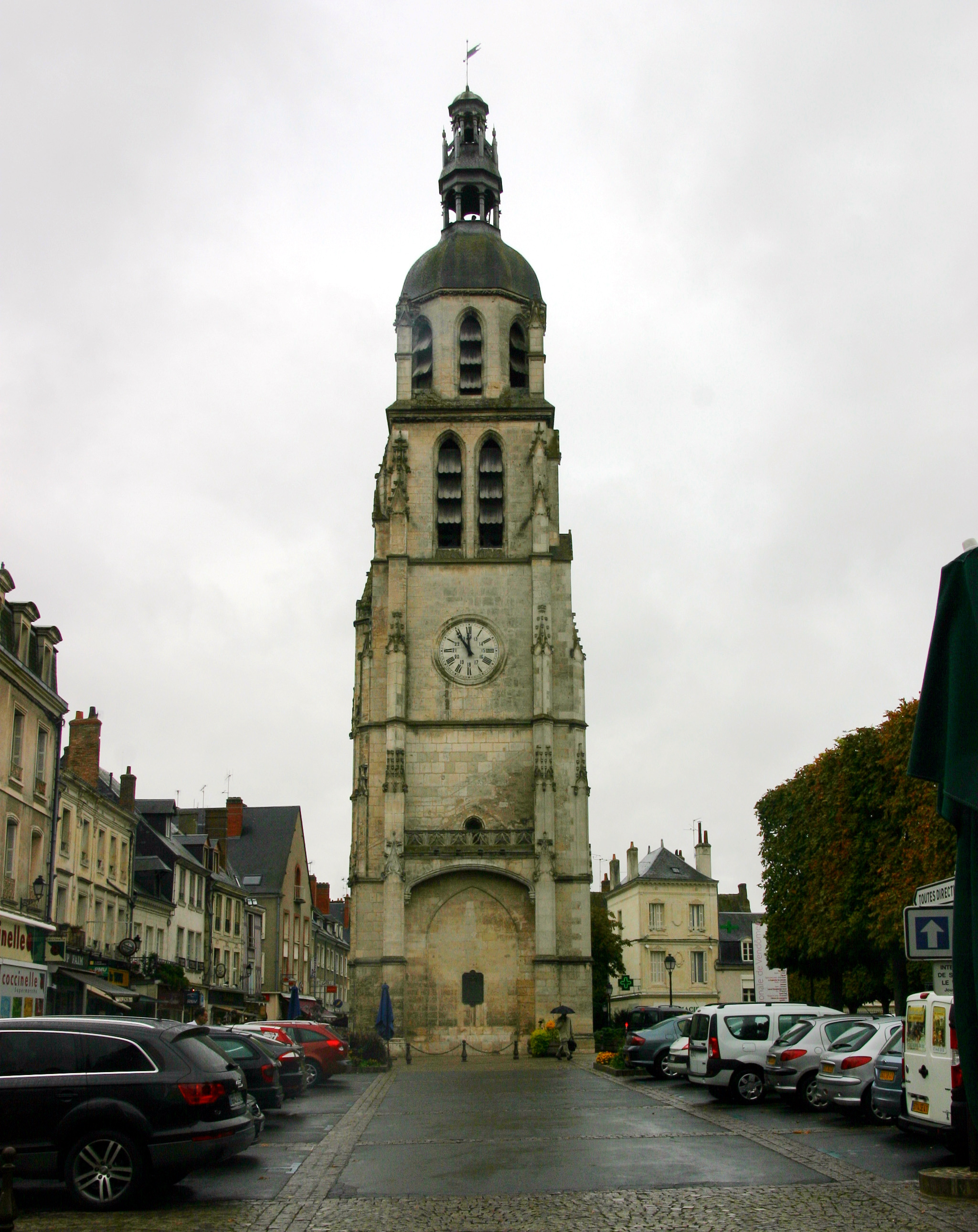
Tour Saint-Martin